# Liste der Bodendenkmäler in Baiersdorf
Auf dieser Seite sind die Bodendenkmäler in der mittelfränkischen Stadt Baiersdorf zusammengestellt. Diese Tabelle ist eine Teilliste der Liste der Bodendenkmäler in Bayern. Grundlage ist die Bayerische Denkmalliste, die auf Basis des Bayerischen Denkmalschutzgesetzes vom 1. Oktober 1973 erstmals erstellt wurde und seither durch das Bayerische Landesamt für Denkmalpflege geführt wird. Die folgenden Angaben ersetzen nicht die rechtsverbindliche Auskunft der Denkmalschutzbehörde.

## Bodendenkmäler der Gemeinde Baiersdorf

### Bodendenkmäler im Ortsteil Baiersdorf
| Lage                  | Objekt | Akten-Nr.     | Bild |
| --------------------- | --- | ------------- | ---- |
| Baiersdorf (Standort) | Freilandstation des Mesolithikums. | D-5-6332-0001 |      |
| Baiersdorf (Standort) | Freilandstation des Mesolithikums. | D-5-6332-0002 |      |
| Baiersdorf (Standort) | Archäologische Befunde im Bereich des abgegangenen frühneuzeitlichen Schlosses Scharfeneck und seiner hoch- und spätmittelalterlichen Vorgängerbauten.                                                                             | D-5-6332-0014 |      |
| Baiersdorf (Standort) | Bestattungsplatz vorgeschichtlicher Zeitstellung mit Grabhügel. | D-5-6332-0024 |      |
| Baiersdorf (Standort) | Bestattungsplatz oder Siedlung vor- und frühgeschichtlicher Zeitstellung. | D-5-6332-0058 |      |
| Baiersdorf (Standort) | Siedlung der Urnenfelderzeit und Wüstung des Mittelalters. | D-5-6332-0068 |      |
| Baiersdorf (Standort) | Siedlung der Urnenfelderzeit und Wüstung des Mittelalters. | D-5-6332-0069 |      |
| Baiersdorf (Standort) | Siedlung des Endneolithikums, der Bronzezeit und der Urnenfelderzeit. | D-5-6332-0072 |      |
| Baiersdorf (Standort) | Mittelalterliche und frühneuzeitliche Befunde im Bereich des historischen Altstadt von Baiersdorf. | D-5-6332-0190 |      |
| Baiersdorf (Standort) | Archäologische Befunde im Bereich der mittelalterlichen und frühneuzeitlichen Stadtbefestigung von Baiersdorf. | D-5-6332-0191 |      |
| Baiersdorf (Standort) | Archäologische Befunde im Bereich der frühneuzeitlichen Evangelisch-Lutherischen Pfarrkirche St. Nikolaus in Baiersdorf mit untertägigen Teilen ihrer hoch- und spätmittelalterlichen Vorgängerbauten.                             | D-5-6332-0192 |      |
| Baiersdorf (Standort) | Mittelalterliche und frühneuzeitliche Befunde im Bereich der Baiersdorfer Vorstadt. | D-5-6332-0199 |      |
| Baiersdorf (Standort) | Untertägige Teile der abgebrochenen frühneuzeitlichen Synagoge und ihrer spätmittelalterlichen Vorgängerbebauung sowie archäologische Befunde im Bereich des seit dem Spätmittelalter belegten Jüdischen Friedhofes in Baiersdorf. | D-5-6332-0200 |      |
| Baiersdorf (Standort) | Erdbauten des Ludwig-Donau-Main-Kanals (1836–45). | D-5-6332-0216 |      |

### Bodendenkmäler im Ortsteil Wellerstadt
| Lage                   | Objekt                                                  | Akten-Nr.     | Bild |
| ---------------------- | ------------------------------------------------------- | ------------- | ---- |
| Wellerstadt (Standort) | Bestattungsplatz der Urnenfelderzeit.                   | D-5-6332-0004 |      |
| Wellerstadt (Standort) | Bestattungsplatz des Endneolithikums.                   | D-5-6332-0007 |      |
| Wellerstadt (Standort) | Siedlung der vor- und frühgeschichtlicher Zeitstellung. | D-5-6332-0008 |      |